# Lebeckia
Lebeckia är ett släkte av ärtväxter. Lebeckia ingår i familjen ärtväxter.

## Bildgalleri

## Dottertaxa tillLebeckia, i alfabetisk ordning[1]
- Lebeckia acanthoclada
- Lebeckia ambigua
- Lebeckia bowieana
- Lebeckia carnosa
- Lebeckia cinerea
- Lebeckia contaminata
- Lebeckia cytisoides
- Lebeckia densa
- Lebeckia dinteri
- Lebeckia fasciculata
- Lebeckia gracilis
- Lebeckia grandiflora
- Lebeckia halenbergensis
- Lebeckia humilis
- Lebeckia inflata
- Lebeckia leipoldtiana
- Lebeckia leptophylla
- Lebeckia leucoclada
- Lebeckia linearifolia
- Lebeckia longipes
- Lebeckia lotononoides
- Lebeckia macowanii
- Lebeckia macrantha
- Lebeckia marginata
- Lebeckia melilotoides
- Lebeckia meyeriana
- Lebeckia mucronata
- Lebeckia multiflora
- Lebeckia obovata
- Lebeckia parvifolia
- Lebeckia pauciflora
- Lebeckia plukenetiana
- Lebeckia psiloloba
- Lebeckia pungens
- Lebeckia schlechteriana
- Lebeckia sepiaria
- Lebeckia sericea
- Lebeckia sessilifolia
- Lebeckia simsiana
- Lebeckia spinescens
- Lebeckia subnuda
- Lebeckia subsecunda
- Lebeckia wrightii